# Бабенко Василь Якович
Бабе́нко Василь Якович (*20 червня 1950, присілок Верхній Кульчум, Башкортостан, РСФСР) — етнограф, співголова Республіканського національно-культурного центру українців Башкортостану «Кобзар» (1990-2010), член президії Української всесвітньої координаційної ради (1992-2002 та з 2011), голова Міжрегіональної громадської організації «Наукове товариство україністів імені Т. Г. Шевченка» (з 2010), кандидат історичних наук (1985), заслужений працівник народної освіти Башкортостану (2006), відмінник освіти Башкортостану (2000), почесний працівник вищої професійної освіти Росії (2013).

## Життєпис
Василь Якович народився у присілку Верхній Кульчум Єрмекеєвського району. 1977 року закінчив Башкирський державний університет. З 1982 року працював у Башкирському державному педагогічному інституті, з 1985 року — в Інституті іноземних мов і літератури Уфимського наукового центру Російської академії наук, з 1989 року — у Башкирському обласному комітеті КПРС, з 1991 року — радником мера міста Уфа, з 1995 року — радником голови Державних зборів — Курултая Башкортостану, одночасно з 1998 року — директором Уфимського філіалу Московського державного гуманітарного університету імені М. О. Шолохова.

## Наукова робота
Наукова діяльність присвячена етнічним процесам кінця 19 — початку 20 століття та історії переселення українців на території Башкортостану, вивченню обрядів та звичаїв (календарних, весільних, родинних та інших), житлових та господарських будівель, традицій харчування, декоративно-прикладного мистецтва, пісенного фольклору тощо. Брав участь у більше 10 етнографічних експедиціях по південно-східним, центральним, західним та південно-західним районам Башкортостану.
Автор понад 200 наукових робіт.

### Наукові праці
- Украинцы в Башкирской АССР: поведение малой этнической группы в полиэтничной среде. Уфа, 1992
- Українці Башкирії. Том 1. Дослідження і документи. Київ, Уфа, 2011